# Primeiro-marechal do Império

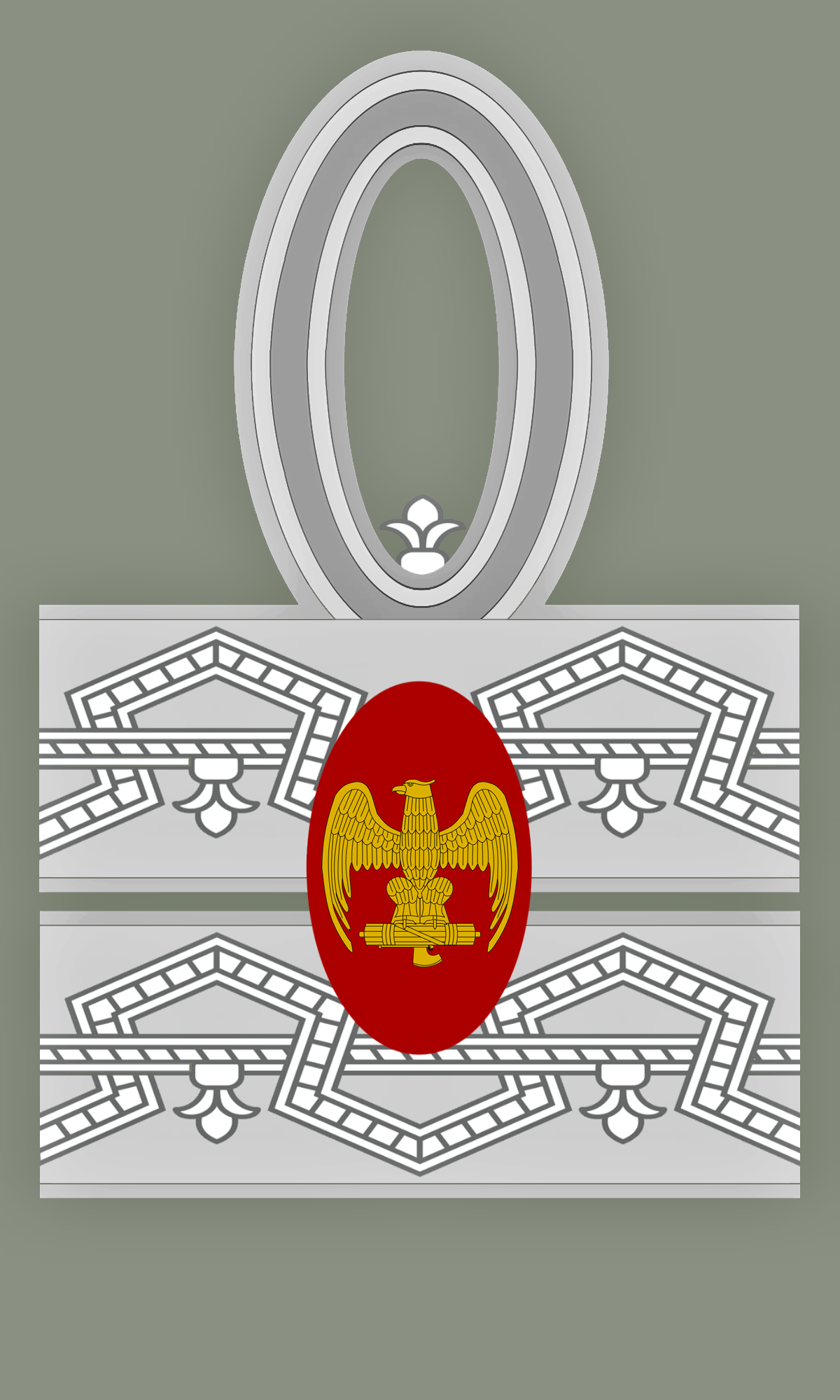
Insígnia

Primeiro-marechal do Império (em italiano: Primo Maresciallo dell'Impero) foi uma patente militar instituída em 30 de março de 1938 por vontade de Benito Mussolini, com a intenção de celebrar a vitória na Guerra da Etiópia, e a posterior proclamação do Império.
A patente foi instituída através de uma lei votada no Senado do Reino e na Câmara do Fáscio e da Corporação, e concedida simultaneamente ao Rei Vítor Emanuel III e ao Duce. Este fato causou uma polêmica no ambiente da Monarquia, pois o Primeiro-Ministro passou a ocupar a mesma patente do Rei na hierarquia militar.